# Santa Isabel do Morro
A aldeia Santa Isabel do Morro (Hawaló), é uma aldeia de índios Iny Karajá que se encontra localizada na Ilha do Bananal, no extremo sudoeste do município brasileiro de Lagoa da Confusão (TO).
A aldeia fica situada na margem direita do Rio Araguaia, a apenas 4 km da cidade de São Félix do Araguaia (MT), que fica localizada logo na outra margem do rio. A aldeia conta com uma população de cerca de 700 indígenas, sendo uma das maiores aldeias Karajá na Ilha do Bananal.